# 14. februar
14. februar je 45. dan leta v gregorijanskem koledarju. Ostaja še 320 dni (321 v prestopnih letih).

## Dogodki
- 1671 – na Dunaju se prične sojenje hrvaškima zarotnikoma Petru Zrinskemu in Franu Krstu Frankopanu
- 1804 – Đorđe Petrović - Karađorđe iz družine Karađorđevićev na skupščini v Oraševcu postane vodja srbskega upora proti Otomanskemu cesarstvu
- 1849 – James Knox Polk je prvi predsednik ZDA z lastno fotografijo
- 1876 – Alexander Graham Bell predstavi prvi uporaben telefon
- 1879 – s čilsko zasedbo Antofagaste se prične solitrna vojna
- 1912 – Arizona se pridruži ZDA
- 1918 – Rusija uvede gregorijanski koledar
- 1929 – veliki masaker na valentinovo v Chicagu
- 1933 – izide prva številka revije Sodobnost
- 1943 – Rdeča armada osvobodi Rostov in Vorošilovgrad
- 1944 – konec bitke za Leningrad
- 1989:
  - utirjen je prvi GPS satelit
  - Homeini razglasi fatvo proti Salmanu Rushdieju
- 1992 – Rusija prizna neodvisnost Slovenije
- 2001 – italijanski parlament izglasuje zaščitni zakon za slovensko manjšino
- 2015 – Peter Prevc je na tekmi svetovnega pokala v poletih v Vikersundu poletel do novega svetovnega rekorda - 250 metrov.

## Rojstva
- 1122 – cesar Hailingwang, dinastija Jin († 1161)
- 1404 – Leone Battista Alberti, italijanski slikar in filozof († 1472)
- 1602 – Francesco Cavalli, italijanski skladatelj († 1676)
- 1701 – Enrique Florez, španski teolog, pedagog, zgodovinar († 1773)
- 1732 – Gregor Schoettl, slovenski filozof, fizik († 1777)
- 1763 – Jean Victor Marie Moreau, francoski general († 1813)
- 1816 – Edward MacCabe, irski kardinal († 1885)
- 1827 – George Bassett Clark, ameriški astronom, optik († 1891)
- 1830 – Richard Adelbert Lipsius, nemški teolog († 1892)
- 1839 – Hermann Hankel, nemški matematik († 1873)
- 1848 – Édouard Benjamin Baillaud, francoski astronom († 1934)
- 1869 –
  - Josip Gruden, slovenski zgodovinar († 1922)
  - Charles Thomson Rees Wilson, škotski fizik, nobelovec 1927 († 1959)
- 1895 – Max Horkheimer, nemški filozof in sociolog judovskega rodu († 1973)
- 1896 – Edward Arthur Milne, angleški astrofizik, matematik, kozmolog († 1950)
- 1898 – Fritz Zwicky, švicarski astronom († 1974)
- 1904 – Boris Aleksandrovič Voroncov-Veljaminov, ruski astronom, astrofizik († 1994)
- 1913 – Jimmy Hoffa, ameriški sindikalni vodja († 1975?)
- 1914 – Boris Kraigher, slovenski narodni heroj († 1967)
- 1935 – Mary Kathryn Wright - Mickey Wright, ameriška golfistka
- 1942 – Ricardo Rodríguez, mehiški avtomobilski dirkač († 1962)
- 1944 –
  - Alan Parker, angleški filmski režiser
  - Ronnie Peterson, švedski avtomobilski dirkač († 1978)
- 1950 – Josipa Lisac, hrvaška pop in rock pevka
- 1954 – Vladimir Geršonovič Drinfeld, ukrajinsko-ameriški matematik
- 1962 – Josef Hader, avstrijski igralec in scenarist
- 1966 – Petr Svoboda, češki hokejist
- 1967 – Mark Rutte, nizozemski politik
- 1974 – Valentina Vezzali, italijanska sabljačica
- 1983 – Bacary Sagna, francoski nogometaš
- 1986 – Tiffany Thornton, ameriška televizijska in filmska igralka
- 1989 – Jurij Tepeš, slovenski smučarski skakalec

## Smrti
- 269 – Sveti Valentin, rimski škof (* ???)
- 869 – sv. Ciril, slovanski prosvetitelj (* 826 ali 827)
- 1009 – sv. Bruno iz Querfurta, nemški misijonar (* 974)
- 1140 – 
  - Soběslav I., češki vojvoda (* 1090)
  - Leon I. Kilikijski, armenski knez (* okoli 1080)
- 1164 – Svjatoslav Olgovič, černigovski knez
- 1318 – Margareta Francoska, angleška kraljica, soproga Edvarda I. (* 1282)
- 1400 – Rihard II., angleški kralj (* 1367)
- 1590 – Gioseffo Zarlino, italijanski skladatelj (* 1517)
- 1779 – James Cook, angleški raziskovalec (* 1728)
- 1780 – sir William Blackstone, angleški pravnik in filozof prava (* 1723)
- 1871 – Alexander von Mensdorff-Pouilly, avstrijski general in politik (* 1813)
- 1891 – William Tecumseh Sherman, ameriški general (* 1820)
- 1894 – Eugène Charles Catalan, belgijski matematik (* 1814)
- 1923 – Bartolomeo Bacilieri, italijanski kardinal (* 1842)
- 1925 – Jacques Rivière, francoski pisatelj, kritik, urednik (* 1886)
- 1926 – Juan Benlloch y Vivó, španski kardinal (* 1864)
- 1943 – David Hilbert, nemški matematik (* 1862)
- 1945 – Otto Kittel, nemški vojaški pilot in letalski as (* 1917)
- 1948 – Hugo Erfurth, nemški fotograf (* 1874)
- 1952 – Maurice De Waele, belgijski kolesar (* 1896)
- 1956 – Fran Eller, slovenski pesnik (* 1873)
- 1975 – sir Julian Sorell Huxley, angleški biolog, filozof, pisatelj (* 1887)
- 1987 – Dimitrij Borisovič Kabalevski, ruski skladatelj in glasbeni teoretik (* 1904)
- 1988 – Cal Niday, ameriški avtomobilski dirkač (* 1914)
- 2004 – Marco Pantani, italijanski kolesar (* 1970)
- 2005 – Rafik Hariri, libanonski predsednik vlade (* 1944)

## Prazniki in obredi
- valentinovo – dan zaljubljencev

## Goduje
- sveti Valentin
- sveti Burno Kverfurtski
- sveti Adolf
- sveta Ivana Valois